# Boophis miniatus
Boophis miniatus is een kikker uit de familie gouden kikkers (Mantellidae). De soort werd voor het eerst wetenschappelijk beschreven door François Mocquard in 1902. Oorspronkelijk werd de wetenschappelijke naam Rhacophorus miniatus gebruikt. De soort behoort tot het geslacht Boophis.

## Leefgebied
De kikker is endemisch in Madagaskar. De soort komt voor in het oosten en zuiden van het eiland en leeft op een hoogte van 300 tot 800 meter.

## Synoniemen
- Rhacophorus miniatus Mocquard, 1902